# Robert Hagmann
Robert Hagmann (Zuchwil, 2 de abril de 1942) fue un ciclista suizo, que fue profesional entre 1962 y 1970. Durante su carrera deportiva consiguió pocas victorias, pero todas ellas de prestigio y en su país: 5 etapas en la Vuelta a Suiza, dos en el Tour de Romandía y por encima de todo la victoria en el Campeonato de Suiza en ruta de 1965 y el Campeonato de Zúrich de 1967.

## Palmarés
- 1964
  - Vencedor de una etapa de la Vuelta a Suiza
- 1965
  - Campeón de Suiza en ruta 
  - Vencedor de una etapa de la Vuelta a Suiza
- 1967
  - 1º en el Campeonato de Zúrich
  - Vencedor de una etapa del Tour de Romandía
- 1968
  - Vencedor de 3 etapas de la Vuelta a Suiza
  - Vencedor de una etapa del Tour de Romandía